# Maison d'arrêt d'Agen
La maison d'arrêt d'Agen est un établissement pénitentiaire français situé à Agen, dans le département de Lot-et-Garonne, en région Nouvelle-Aquitaine. Ouverte en 1860, elle se trouve en centre-ville, à proximité du palais de justice d'Agen et de la préfecture de Lot-et-Garonne.

## Histoire
Construite à partir de 1854 par l'architecte Gustave Bourrières, la prison départementale d'Agen a été mise en service en 1860. Comme la plupart des maisons d'arrêt construites à cette époque, elle se situe en centre-ville, à proximité immédiate du palais de justice d'Agen.
Comme de nombreuses maisons d'arrêt françaises, l'établissement est régulièrement confronté à une surpopulation carcérale qui augmente les tensions et les risques de violences.
En juillet 2010, face à la vétusté des lieux, la garde des Sceaux Michèle Alliot-Marie annonce la fermeture de la maison d'arrêt à l'horizon 2016, compensée par l'ouverture d'un nouvel établissement à Pau (Pyrénées-Atlantiques). La décision suscite de vives oppositions tant de la part des syndicats pénitentiaires que des élus locaux, et la communauté d'agglomération d'Agen dépose une candidature pour la construction d'une nouvelle prison au sein même de la ville en insistant sur la présence de l'École nationale d'administration pénitentiaire et d'une faculté de droit. Le projet de fermeture est finalement abandonné au profit d'une rénovation de l'établissement, désormais conforme aux Règles pénitentiaires européennes.
En 2021, l'émission Zone interdite de M6 consacre un reportage aux deux prisons lot-et-garonnaises, à savoir la maison d'arrêt d'Agen et le centre de détention d'Eysses, à Villeneuve-sur-Lot.

## Description
En France, une maison d'arrêt est un établissement pénitentiaire qui reçoit les personnes prévenues en détention provisoire (détenues en attente de jugement ou dont la condamnation n’est pas définitive) ainsi que les personnes condamnées dont la peine ou le reliquat de peine n’excède pas deux ans.
La maison d'arrêt d'Agen comprend un bâtiment central en forme de croix de Lorraine à deux niveaux, qui accueille les différents quartiers d'hébergement, et des cours de promenade de part et d'autre. Les cellules sont des dortoirs de six places d'environ 20 m2.
D'une capacité théorique de 146 places, elle dispose de trois quartiers :
- Un quartier maison d'arrêt pour hommes de 118 places ;
- Un quartier maison d'arrêt pour femmes de 17 places ;
- Un quartier de semi-liberté de 6 places, qui ne dispose pas de cour de promenade[6].

Outre les espaces de détention, l'établissement abrite un atelier de 50 m2 réservé au travail volontaire des personnes détenues.
La maison d'arrêt est rattachée à la direction interrégionale des services pénitentiaires de Bordeaux. Elle est située dans le ressort de la cour d'appel d'Agen et du tribunal judiciaire d'Agen.